# Horodyszcze (rejon mołodecki)
Horodyszcze – dawny folwark. Tereny, na których leżał, znajdują się obecnie na Białorusi, w obwodzie mińskim, w rejonie mołodeckim, w sielsowiecie Krasne.

## Historia
W czasach zaborów w powiecie wilejskim, w guberni wileńskiej Imperium Rosyjskiego.
W latach 1921–1945 folwark leżał w Polsce, w województwie wileńskim, w powiecie wilejskim, od 1927 roku w powiecie mołodeczańskim, w gminie Gródek.
Powszechny Spis Ludności z 1921 roku nie podaje danych dotyczących miejscowości. W 1931 w 1 domu zamieszkiwało 7 osób.